# Íñigo Abarca de Bolea y Portugal
Íñigo Abarca de Bolea y Portugal fue un escritor español del siglo XVI, natural de Zaragoza, hermano del noble Bernardo Abarca de Bolea. En 1553 fundó el convento de Santa Fe de religiosas dominicas de esta ciudad.
Escribió únicamente sobre asuntos místicos.

## Obras
Entre sus obras figuran las siguientes:
- Báculo de nuestra peregrinación (Zaragoza, 1550)
- Tratado para disponer a la oración mental
- Unión del alma
- Modo de confesar